# Gerald J. Kloc
Gerald Joseph Kloc, genannt Gerry Kloc (* 20. Mai 1948), ist ein US-amerikanischer Paläontologe.
Er ist Präparator und Labormitarbeiter an der Geowissenschaftlichen Fakultät der University of Rochester, hat sich aber vor allem einen Namen in der Trilobitenforschung gemacht, sowohl als Präparator als auch in der Beschreibung insbesondere der Trilobiten in New York (wo sich einige klassische Fundstellen befinden), worüber er einen Bildband veröffentlichte und wo er 1997 mit Bruce S. Lieberman neue Gattungen einführte (wie Coltraneia).

## Schriften
- mit Thomas E. Whiteley, Carlton E. Brett Trilobites of New York, Cornell University Press 2002
- mit Bruce Lieberman Evolutionary and biogeographic patterns in the Asteropyginae (Trilobita, Devonian). Bulletin of the American Museum of Natural History, Band,  232, 1997, S. 1–127